# David Brinton
David Brinton (nascido em 17 de janeiro de 1967) é um ex-ciclista norte-americano que competiu no ciclismo nos Jogos Olímpicos de Verão de 1988, representando os Estados Unidos. Lá, ele participou na prova de perseguição individual de 4 km em pista, embora sem sucesso.